# ТЕС Лазиська
ТЕС Лазиська (Łaziska) — теплова електростанція на півдні Польщі, за півтора десятка кілометрів на південний захід від околиць Катовиць.

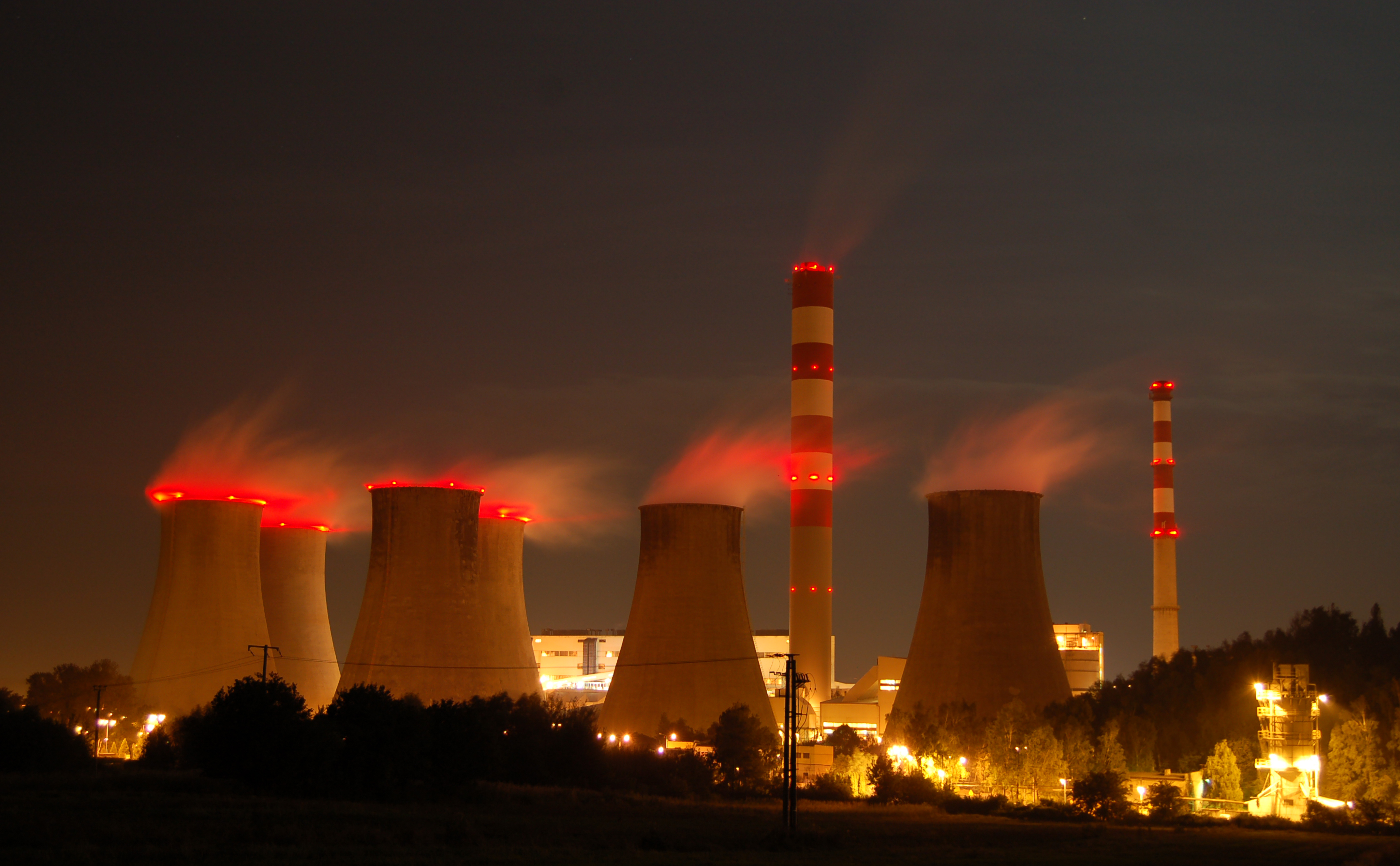
Електростанція Лазиська вночі

У 1918 році для живлення карбідного заводу в Лазиська-Гурне запустили електростанцію, що поруч із шахтою «Książątko», розраховану на спалювання низькосортного вугілля. Вона мала дві генераторні установки потужністю 5,2 МВт та 6,4 МВт, які складалися з парових турбін виробництва німецької MAN і швейцарської Escher-Wyss відповідно, а також електрогенераторів Siemens. Необхідну пару постачали встановлені в центральній котельні 12 котлів.
У 1923-му станцію доповнили третім генераторним комплектом потужністю 12,5 МВт виробництва компанії AEG. А 1929-го після наступного розширення ТЕС досягла показника 87,1 МВт і стала найпотужнішою електростанцією Польщі (та залишалась такою до 1952-го). Цього разу тут змонтували швейцарське обладнання — котли Sultzer, що живили дві генераторні установки з турбінами Brown Boveri потужністю 28 МВт та 36 МВт. Видача продукції відбувалась за допомогою ЛЕП, розрахованої на роботу під напругою 60 кВ. Щоб полегшити постачання палива, у 1938 році спорудили канатну дорогу для подачі вугілля з шахти «Boże Dary».
Під час німецької окупації потужність станції довели до 157 МВт. Для цього встановили котли виробництва Borsig (розраховані на робочий тиск у 80 атмосфер, на відміну від попередніх, що працювали з показником лише у 30 атмосфер) та дві парові турбіни Brown Boveri потужністю по 35 МВт. Також організували видачу продукції через ЛЕП, яка використовувала напругу 110 кВ.
У лютому 1945-го радянська військова влада демонтувала й вивезла котли Borsig та генераторний комплект № 7. Крім того, ще раніше пошкоджений статор генератора № 3 вивезли на ремонт до Берліна, звідки так і не повернувся. Тому в перші післявоєнні роки станцію довелося доповнити котлом з робочим тиском у 80 атмосфер для генераторного комплекту № 6, а також замовити у Швейцарії новий генератор для комплекту № 3. В результаті станція змогла працювати з потужністю 122 МВт.
У 1950-х ТЕС доповнили ще двома генераторними комплектами Brown Boveri потужністю по 35 МВт, один з яких змонтували на наявному фундаменті агрегату № 7. Крім того, потужність турбіни № 4 збільшили з 28 до 35 МВт. Як наслідок, загальний показник станції зріс майже до 200 МВт, з яких 175 МВт припадали на агрегати 4—8 з показниками по 35 МВт.
На початку 1960-х найстарішу котельню та перші три генераторні комплекти вивели з експлуатації. На звільненому місці у 1967-му ввели в експлуатацію два енергоблоки потужністю по 120 МВт. Вони мали імпортовані котли компанії Babcock, проте турбіни та генератори були вже постачені польськими підприємствами з Ельблонґа (Zamech) та Вроцлава (Dolmel). Нові об'єкти, які отримали номери 1 та 2, були вже повноцінними блоками, кожен з яких мав власну котельню та млин для вугілля (раніше турбіни сполучалися з котлами через парозбірні системи, а підготовку палива провадив центральний млин). Видалення продуктів згоряння з них відбувалося за допомогою одного димаря висотою 160 метрів.

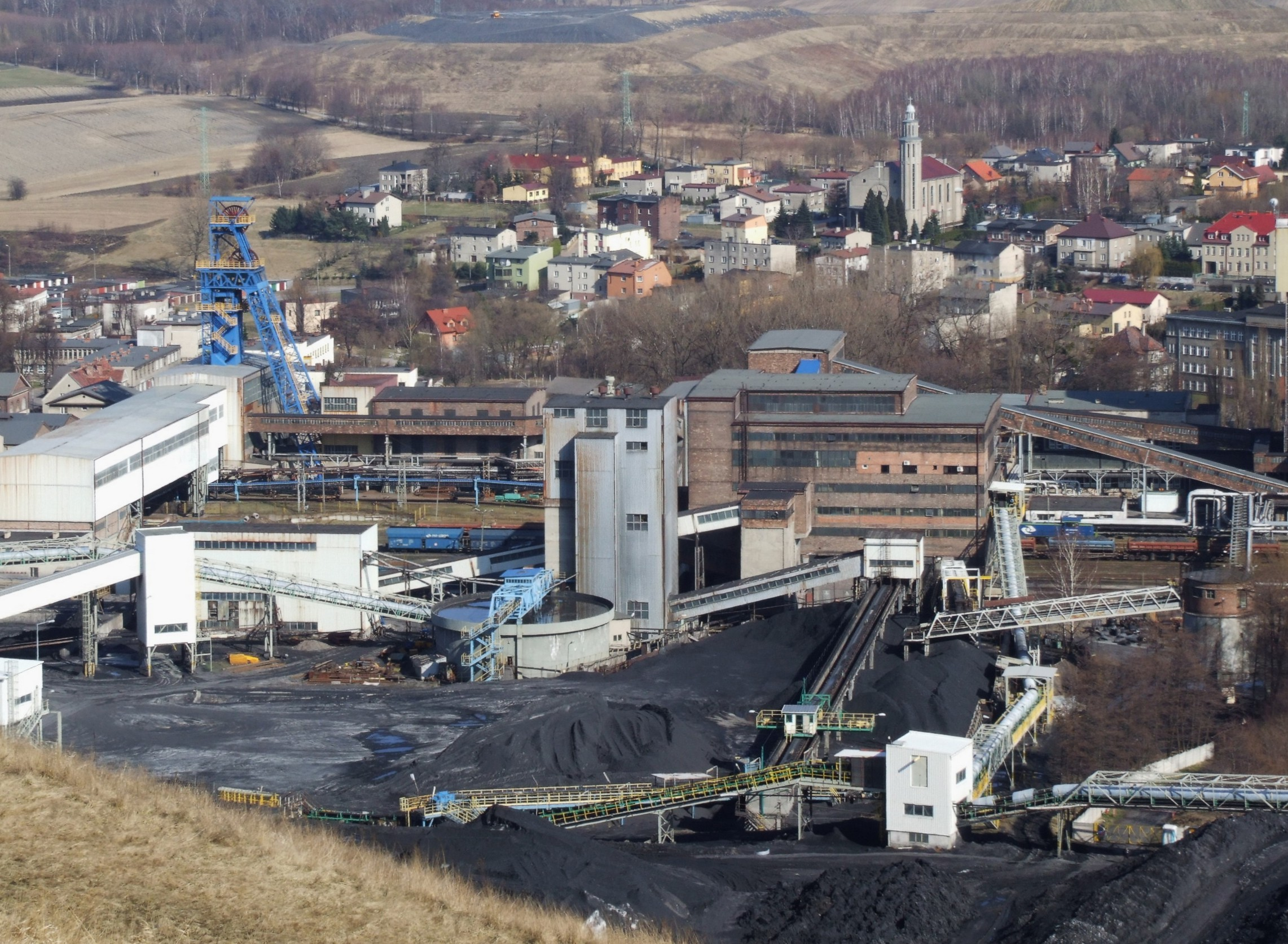
Шахта «Болеслав Сміливий», пов'язана з ТЕС кількома технологічними ланцюжками

В 1966-му станція розпочала поставки зовнішнім споживачам теплової енергії, для чого змонтували теплофікаційну турбіну електричною потужністю 4,5 МВт (отримала звільнений після вибуття найстаріших агрегатів номер 3).
У 1967-му стартувало спорудження найбільш потужної черги станції, яку розмістили на території закритої шахти «Książątko». У 1971—1972 роках тут стали до ладу чотири енергоблоки № 9—12 потужністю по 200 МВт, повністю оснащені обладнанням польського виробництва (до згаданих вище підприємств приєднався постачальник котлів із Рацибужа Rafako). Продукти згоряння видаляли з них за допомогою одного димаря заввишки 200 метрів, а зв'язок нової черги з енергосистемою облаштували за допомогою ЛЕП, розрахованої на роботу під напругою 220 кВ. Також організували подачу необхідної для станції води з водозаборів шахт «Пяст», «Земовит» та «Болеслав Сміливий».
У 1975—1981 роках вивели з експлуатації застарілі блоки з 4-го по 8-й. Втім, це частково компенсували проведеною у 1994—1999 роках модернізацією, під час якої потужність блоків 1 і 2 збільшили до 125 МВт, блоку 9 до 230 МВт, а решти трьох — до 225 МВт.
Серед інших удосконалень на станції варто відзначити спорудження у 1989-му пневматичної системи транспортування золи в підземні виробітки шахти «Болеслав Сміливий», а також змонтований 2000-го конвеєр завдовжки 1,3 км для подачі з цієї ж копальні вугілля (станом на другу половину 2000-х «Болеслав Сміливий» забезпечувала 56 % потрібного ТЕС палива).
Хоча згадана вище теплофікаційна турбіна № 3 була виведена з експлуатації ще в 1982-му, проте ТЕС і далі постачає теплову енергію місту Лазиська-Гурне та шахті «Болеслав Сміливий». Для цього 1997-го ввели в дію теплофікаційний комплекс потужністю 196 МВт.